# Carrie Ng

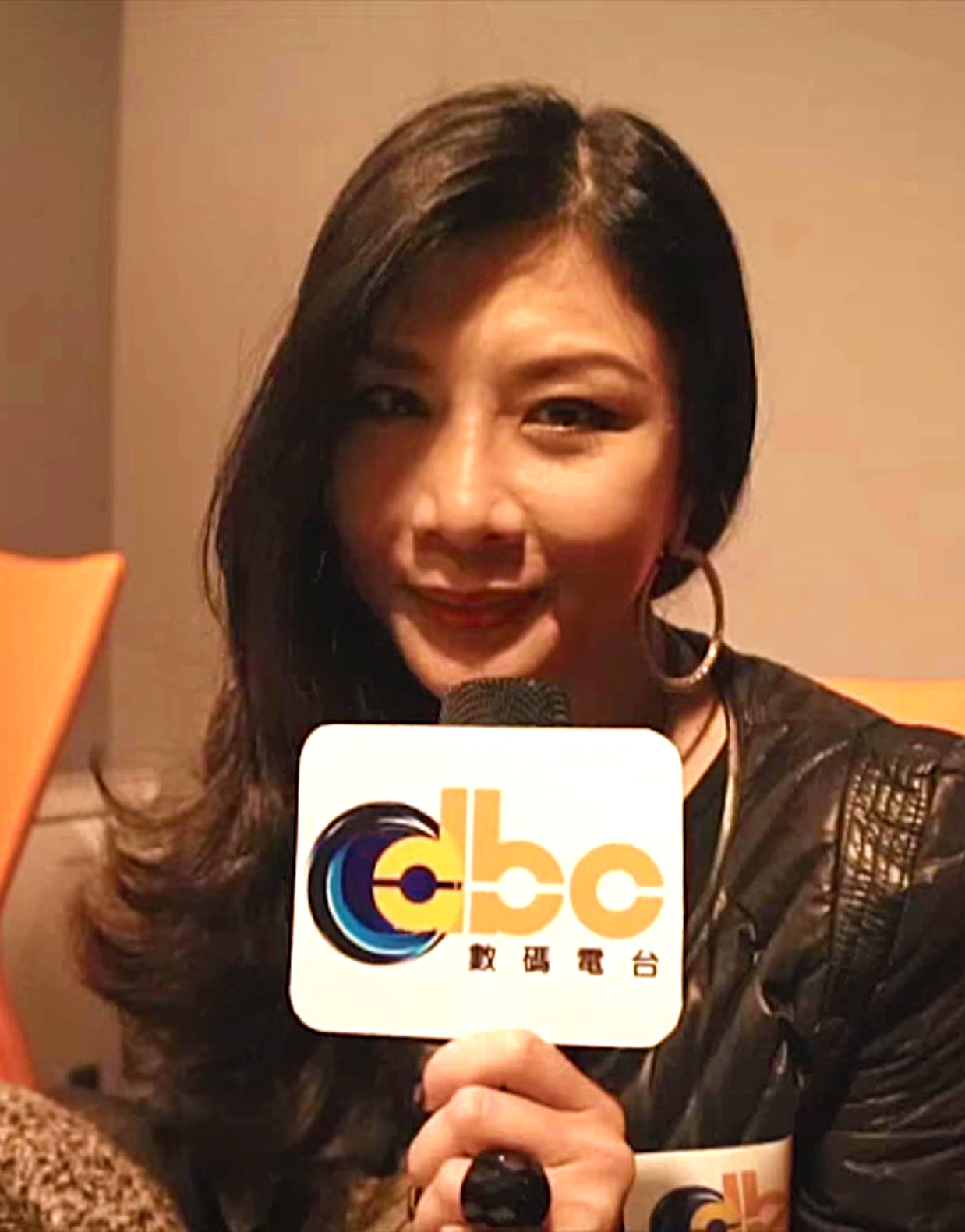
Carrie Ng, 2014

Carrie Ng (chinesisch 吳家麗 / 吴家丽, Pinyin Wú Jiālǐ, Jyutping Ng4 Gaa1lai6, Yale Ng Ka-lai; * 24. Februar 1963 in Kowloon, Hongkong) ist eine chinesische Schauspielerin, die überwiegend in Hongkong-Spielfilmproduktionen aus dem Bereich des Drama- und Actionfilms auftritt. Sie wurde weltweit in ihrer Rolle in Naked Killer, an der Seite von Chingmy Yau und Simon Yam, bekannt und berühmt. Ihre Karriere, die sie 1982 startete, umfasst über 100 Filme.

## Leben und Werk
Im letzten regulären Schuljahr bewarb sich Ng im Jahr 1981 für ein Praktikum bei dem chinesischen Fernsehsender TVB in Hongkong, der sie sofort nahm. Danach gewährte man ihr einen Platz um als Schauspielerin zu arbeiten. Ihre konservativen Eltern hatten sich andere Pläne für ihre Tochter erhofft. Die Mutter hatte immer noch die Aussicht, bei eventuellem Abbruch im TV-Geschäft könne ihre Tochter wieder zur Schule gehen. So startete Ng als Jungschauspielerin. Dort wurden ihr jedoch nur Nebenrollen mit dem gleichen Frauenbild angeboten, das durch die Produzenten begünstigt wurde. Nach ihrer Zeit bei dem TV-Sender verließ sie TVB im Jahr 1987.
Nachdem sie in City on Fire Eindruck hinterlassen hatte, kamen auch immer mehr Rollenangebote, die ihr damals versagt blieben. Regisseur Wong Jing besetzte sie 1992 in Naked Killer, in dem sie ihre Bösewichtrolle nicht als Karrierekiller betrachtete. Obwohl sie auch in diversen Cat-III-Filmen besetzt wurde, schaffte sie es immer wieder, ihren Rollentyp neu zu interpretieren und schauspielerisch zu überzeugen.
Sie gewann Preise für ihre Darstellungen in Remains of a Woman, 1993 (Golden Horse Award) und The Kid, 2000 (Hong Kong Film Awards). Nominiert war sie u. a. für ihre Darbietungen in City on Fire, 1987 und The Lovers (beide Hong Kong Film Awards).

## Privat
Carrie Ng stammt aus einfachen Verhältnissen. Sie ging auf der öffentliche New Asia Middle School (新亞中學), eine Schuleinrichtung der Chinese University of Hong Kong. Ihre Mutter war Hausfrau, ihr Vater einfacher Arbeiter. Sie ist ledig und hat zwei ältere Brüder und eine jüngere Schwester.

## Filmografie (Auswahl)
- 1987: City on Fire – (Lónghǔ fēngyún Jyut. Lungfu fungwan – 龍虎風雲)
- 1988: Diary of a Big Man – (Dà zhàngfū rìjì Jyut. Daai zoengfu jatgei – 大丈夫日記)
- 1988: Gunmen – (Tiānluó dìwǎng Jyut. Tinlo deimong – 天羅地網)
- 1990: Skinny Tiger, Fatty Dragon – (Shòu hǔ féi lóng Jyut. Sau fu fei lung – 瘦虎肥龍)
- 1991: Crystal Hunt – (Nùhuǒ wēilóng Jyut. Noufo wailung – 怒火威龍)
- 1991: Sex and Zen – (Yùpútuán zhī tōuqíng bǎojiàn Jyut. Jukboutyun zi taucing bougaam – 玉蒲團之偷情寶鑑)
- 1992: Naked Killer – (Chìluǒ gāoyáng Jyut. Ceklo goujoeng – 赤裸羔羊)
- 1992: The Dragon from Russia – (Hóng cháng fēilóng Jyut. Hung ceong feilung – 紅場飛龍)
- 1992: Cheetah on Fire – (Lièbào xíngdòng Jyut. Lippaau hangdung – 獵豹行動)
- 1993: Remains of a Woman – (Lángxīn rú tiě Jyut. Longsam jyu tit – 郎心如鐵)
- 1994: The Lovers – (Liáng Zhù Jyut. Loeng Zuk – 梁祝)
- 1995: Police Confidential – (Zhènhànxìng chǒuwén Jyut. Zanhamsing cauman – 震撼性醜聞)
- 1999: The Kid – (Liúxīngyǔ Jyut. Lausingjyu – 流星雨)
- 2000: Ghost Meets You – (Guǐ tóng nǐ yǒuyuán zhī yīnshī lù Jyut. Gwai tung nei jaujyun zi jamsilou – 鬼同你有緣之陰屍路)
- 2000: X-Cop Girlss – (Nǚ fēihǔ Jyut. Neoi feifu – 女飛虎)
- 2009: Red Nights – (Hóng yè, Jyut. Hung je – 紅夜)
- 2011: Hi, Fidelity – (Chugui de nüren, Jyut. Ceotgwai dik neoijan  – 出軌的女人)
- 2012: The Silent War, auch Windseeker – (Tingfengzhe, Jyut. Tingfungze – 聽風者)
- 2014: Gangster Payday, auch Hidden Dragon – (Da chafan, Jyut. Daai chafan – 大茶飯)
- 2014: Aberdeen – (Xianggangzai, Jyut. Heunggongzai – 香港仔)
- 2014: Hungry Ghost Ritual – (Yulan shengong, Jyut. Jyulaan Sangung – 盂蘭神功)
- 2015: Angel Whispers – (Huajie liuxiang, Jyut. Faagaai lauhong – 花街柳巷) (auch Regie)
- 2017: Zombiology: Enjoy Yourself Tonight – (Jin wan da sangshi, Jyut. Gam maaan da songsi – 今晚打喪屍)
- 2019: Undercover vs. Undercover, auch Undercover Punch and Gun – (Wohu qianlong, Jyut. Ngofu cimlung – 臥虎潛龍)
- 2020: You Are the One – (Wo de 100 Fen Nanyou – 我的100分男友, Jyut. Ngo dik seonpun Naamjau – 我的筍盤男友)
- 2022: Heaven Road – (Tiandao Youqing suiyue, Jyut. Tindou Jaucing seoijyut – 天道·友情歲月)
- 2022: Deliverance – (Yuanshengzui, Jyut. Jyunsangzeoi – 源生罪)

## Auszeichnungen
- 1993: 30ste Golden Horse Film Award für Remains of a Woman als Best Actress (最佳女主角)[3]
- 2000: 19te Hong Kong Film Award für The Kid als Best Supporting Actress (最佳女配角)[4]